# Matthias Habich
Matthias Habich (ur. 12 stycznia 1940 w Gdańsku) – niemiecki aktor filmowy i telewizyjny. W 2004 wydał płytę Spanisches Blut.

## Filmografia

### Filmy fabularne
- 1996: Tamta strona ciszy jako Gregor, mąż Clarissy
- 2001: Nigdzie w Afryce jako Süßkind
- 2001: Wróg u bram jako Friedrich Paulus
- 2004: Upadek jako Werner Haase
- 2005: Wróżby kumaka jako Alexander Reschke
- 2008: Lektor jako Peter Berg

### Seriale TV
- 1996: Tatort: Der kalte Tod jako prof. Otto Sorensky
- 2009: Tatort: Neuland jako Roland Plauer
- 2016: Tatort: Wofür es sich zu leben lohnt jako Maximilian Heinrich